# ループ量子重力理論
ループ量子重力理論（ループりょうしじゅうりょくりろん）は、時空（時間と空間）にそれ以上の分割不可能な最小単位が存在することを記述する理論である。超弦理論と並び、重力の古典論である一般相対性理論を量子化した量子重力理論の候補である。
同じく量子重力理論の候補である超弦理論は、時空は背景場として最初からそこに存在するものとして定義しており、理論自身のダイナミクスにより決定されているわけではない。それに対しループ量子重力理論は、一般相対論と同様に理論自身が時空そのものを決定している。(背景独立性)

## 理論の内容
時空は、本質的に連続で滑らかな値をとるものと考えられてきたが、この理論で時空は、結晶格子のように離散的な値をとるものと考えられている。このため、時空を連続的なものととらえたときに起きる短距離極限の発散が生じないという利点がある。一般相対性理論から要求される座標変換に対する形式不変性を守りながらこのような時空構造を与えることに成功した量子重力理論はループ量子重力理論のみである。
空間はノード（点）とノード同士を繋ぐリンク（線）から成るグラフで表される。ループ量子重力理論で使うグラフはスピンネットワークと呼ばれる。このスピンネットワークで表される空間のつながりの変化が重力などの力の媒介、電子などの素粒子の存在を示していると考えられている。
そして、このスピンネットワークに時間を加えたものをスピンフォームと呼ぶ。スピンフォームは時計の秒針が動くように離散的に変化する。つながりの変化前と変化後の時間の差は1プランク秒（10-43秒）で、これが積もり積もって人が感じる時間となる。